# Liste der Biografien/Ele
Liste der Biografien |
Portal Biografien |
Personensuche
# |
A |
B |
C |
D |
E |
F |
G |
H |
I |
J |
K |
L |
M |
N |
O |
P |
Q |
R |
S |
T |
U |
V |
W |
X |
Y |
Z |
?
 
Ea |
Eb |
Ec |
Ed |
Ee |
Ef |
Eg |
Eh |
Ei |
Ej |
Ek |
El |
Em |
En |
Eo |
Ep |
Eq |
Er |
Es |
Et |
Eu |
Ev |
Ew |
Ex |
Ey |
Ez
 
Ela |
Elb |
Elc |
Eld |
Ele |
Elf |
Elg |
Elh |
Eli |
Elj |
Elk |
Ell |
Elm |
Eln |
Elo |
Elp |
Elr |
Els |
Elt |
Elu |
Elv |
Elw |
Ely |
Elz
Die Liste der Biografien führt alle Personen auf, die in der deutschsprachigen Wikipedia einen Artikel haben. Dieses ist eine Teilliste mit 166 Einträgen von Personen, deren Namen mit den Buchstaben „Ele“ beginnt.

## Ele
- Ele, Rodrigue (* 1998), kamerunischer Fußballspieler

### Elea
- Eleanor of Lancaster († 1372), englische Adlige
- Eleanor von England († 1275), Countess of Pembroke und Countess of Leicester, Tochter des englischen Königs Johann OhnelandEleanor von England († 1275)
- Eleasar, biblischer Hohepriester

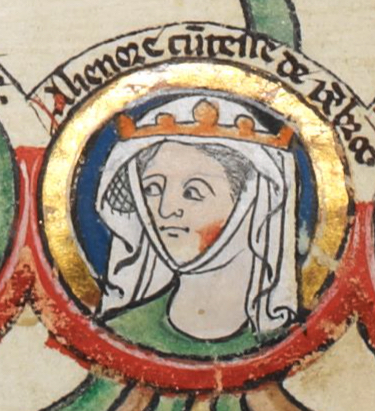
Eleanor von England († 1275)

- Eleasar aus Modiin, jüdischer Gelehrter
- Eleasar Awaran († 162 v. Chr.), Mitglieder der Familie der Makkabäer
- Eleasar ben Arach, jüdischer Gelehrter
- Eleasar ben Asarja, jüdischer Gelehrter
- Eleasar ben Ja’ir († 73), Anführer der Sikarier (Gruppe der Zeloten) bei den jüdischen Verteidigern der Hochplateau-Festung Massada
- Eleasar ben Jose ben Chalafta, jüdischer Gelehrter
- Eleasar ben Juda ben Kalonymos († 1238), deutscher Rabbiner, Autor und Kabbalist
- Eleasar ben Pedat, jüdischer Gelehrter (Amoräer)
- Eleasar ben Schammua, jüdischer Gelehrter
- Eleasar ben Simon, jüdischer Gelehrter
- Eleasar ben Zadok I., jüdischer Gelehrter
- Eleasar ben Zadok II., jüdischer Gelehrter
- Eleasar Chisma, jüdischer Gelehrter
- Eleazar b. R. Mosche Azikri (1533–1600), Kabbalist und Dichter in Safed
- Ele’azar bar Šemu’el, rabbinischer Gelehrter
- Eleazar ha-Qappar, jüdischer Gelehrter (Tannait)
- Eleazar, Rosalind (* 1988), britische Filmschauspielerin

### Elec
- Electra, Carmen (* 1972), US-amerikanisches Model, Schauspielerin, SängerinCarmen Electra (* 1972)

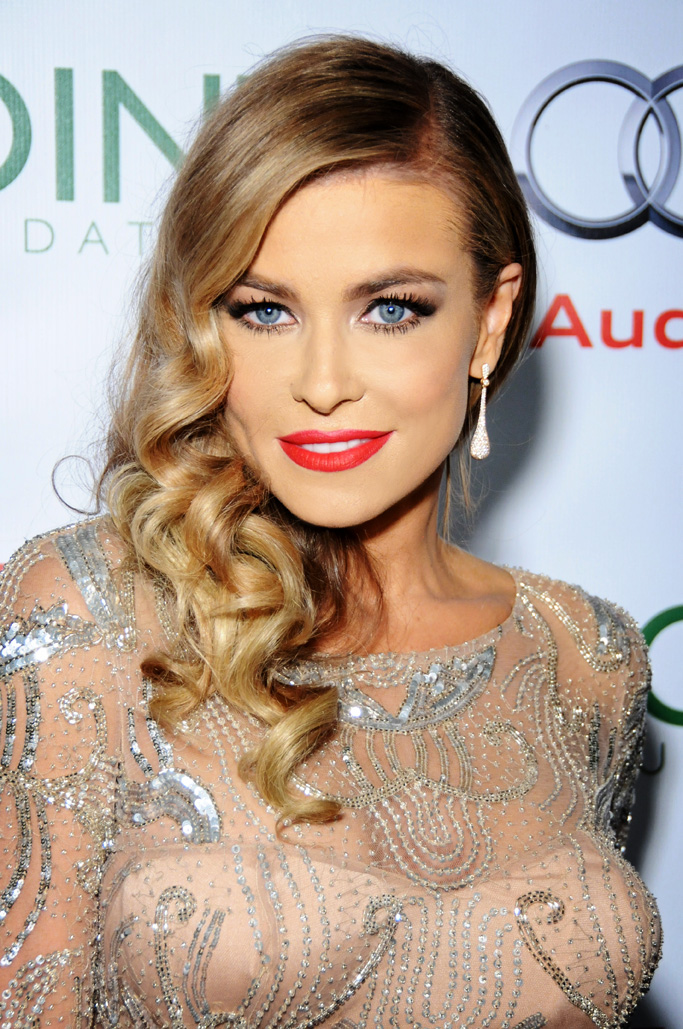
Carmen Electra (* 1972)

- Electric Indigo (* 1965), österreichische Musikproduzentin

### Eled
- Eledui, Adalbert (1948–2010), palauischer Politiker

### Elef
- Elefánt, Jenő, siebenbürgischer Maler der Klassischen Moderne
- Elefante, John (* 1958), US-amerikanischer Rockmusiker
- Eleftherakis, Konstantinos (* 1950), griechischer Fußballspieler
- Eleftheriadis, Angelos (* 1991), griechischer Fußballspieler
- Eleftheriou, Eleftheria (* 1989), griechisch-zypriotische Sängerin
- Eleftheropoulos, Dimitrios (* 1976), griechischer Fußballtorhüter

### Eleg
- Elegant, Robert (1928–2023), US-amerikanischer Autor und Hochschullehrer
- Eleganti, Marian (* 1955), Schweizer Ordensgeistlicher, Benediktiner, Abt von Uznach, Weihbischof in ChurMarian Eleganti (* 1955)

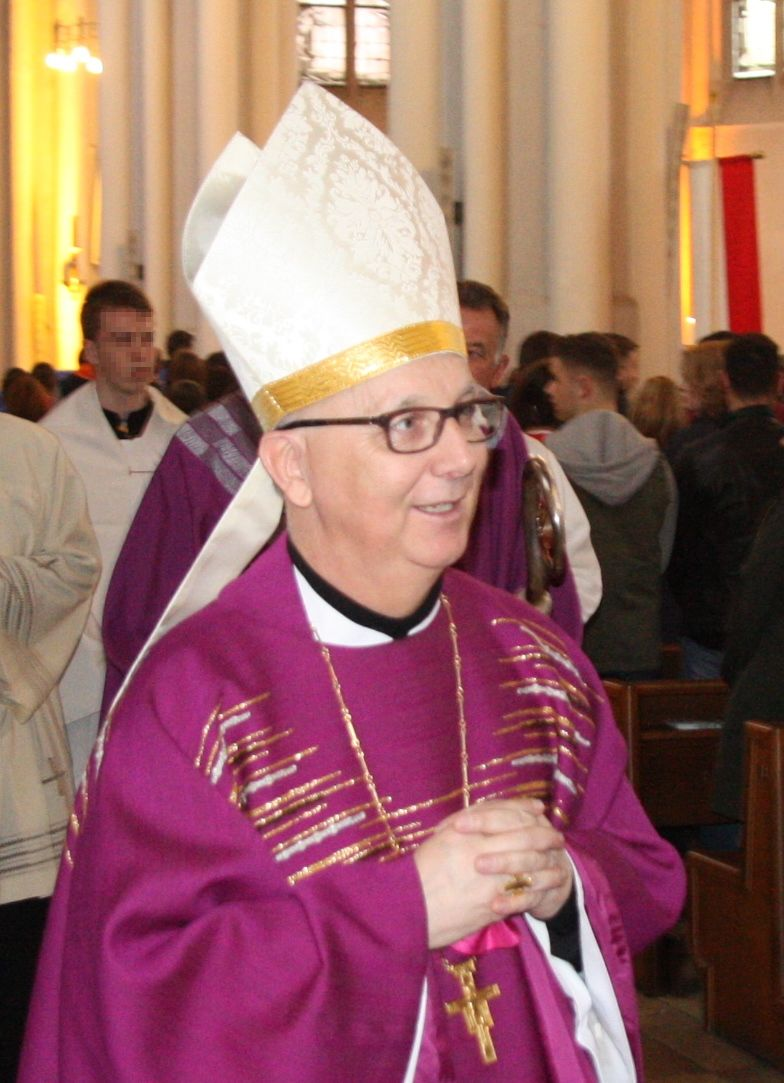
Marian Eleganti (* 1955)

- Elegar, Frank (* 1986), US-amerikanischer Basketballspieler (Amerikanische Jungferninseln)

### Elei
- Eleinen, Aly Abou (* 2000), ägyptischer Squashspieler

### Elej
- Elejarde, Marlene (1951–1989), kubanische Leichtathletin
- Elejiko, Bobsam (1981–2011), belgisch-nigerianischer Fußballspieler

### Elek
- Elek, Ákos (* 1988), ungarischer Fußballspieler
- Elek, Gábor (* 1970), ungarischer Handballspieler und -trainer
- Elek, Gyula (1932–2012), ungarischer Handballspieler und -trainer
- Elek, Ilona (1907–1988), ungarische Florettfechterin und Olympiasiegerin
- Elek, Judit (* 1937), ungarische Drehbuchautorin und Regisseurin
- Elek, Paul (1906–1976), britischer Verleger
- Elek, Thomas (1924–1944), ungarischer Widerstandskämpfer in Frankreich
- Elek, Zoltan, Maskenbildner
- Eleke, Blessing (* 1996), nigerianischer Fußballspieler
- Elekes, Csilla (* 1964), ungarische und deutsche Handballspielerin
- Elekes, Levente (* 1972), rumänischer Eishockeyspieler und -trainer
- Elekes, Tibor (* 1960), schweizerisch-ungarischer Kontrabassist
- Elekes, Zsuzsa (* 1955), ungarische Organistin
- Elektrozoo, Robert (* 1983), deutscher Blues- und Rock-Gitarrist, Sänger und Songwriter

### Elem
- Elem, Robert (1928–1997), US-amerikanischer Blues-Musiker
- Elemba, Franck (* 1990), kongolesischer Kugelstoßer (Republik Kongo)
- Eleme Asse, Marie Gisèle (* 1995), kamerunische Sprinterin
- Elemotho, namibischer Sänger und Musiker

### Elen
- Elen (* 1989), deutsche Sängerin und Songwriterin
- Elena (* 1988), deutsche Songwriterin, Sängerin und Pianistin
- Elena Assenina, Tochter des bulgarischen Kaisers Iwan Assen II. und Kaiserin Anna Maria von Ungarn
- Elena von Bulgarien († 1374), Königin und Kaiserin von Serbien
- Elena von Griechenland (1896–1982), rumänisch-griechische Adelige, Prinzessin von Griechenland und Dänemark
- Elena von Montenegro (1873–1952), Königin von ItalienElena von Montenegro (1873–1952)

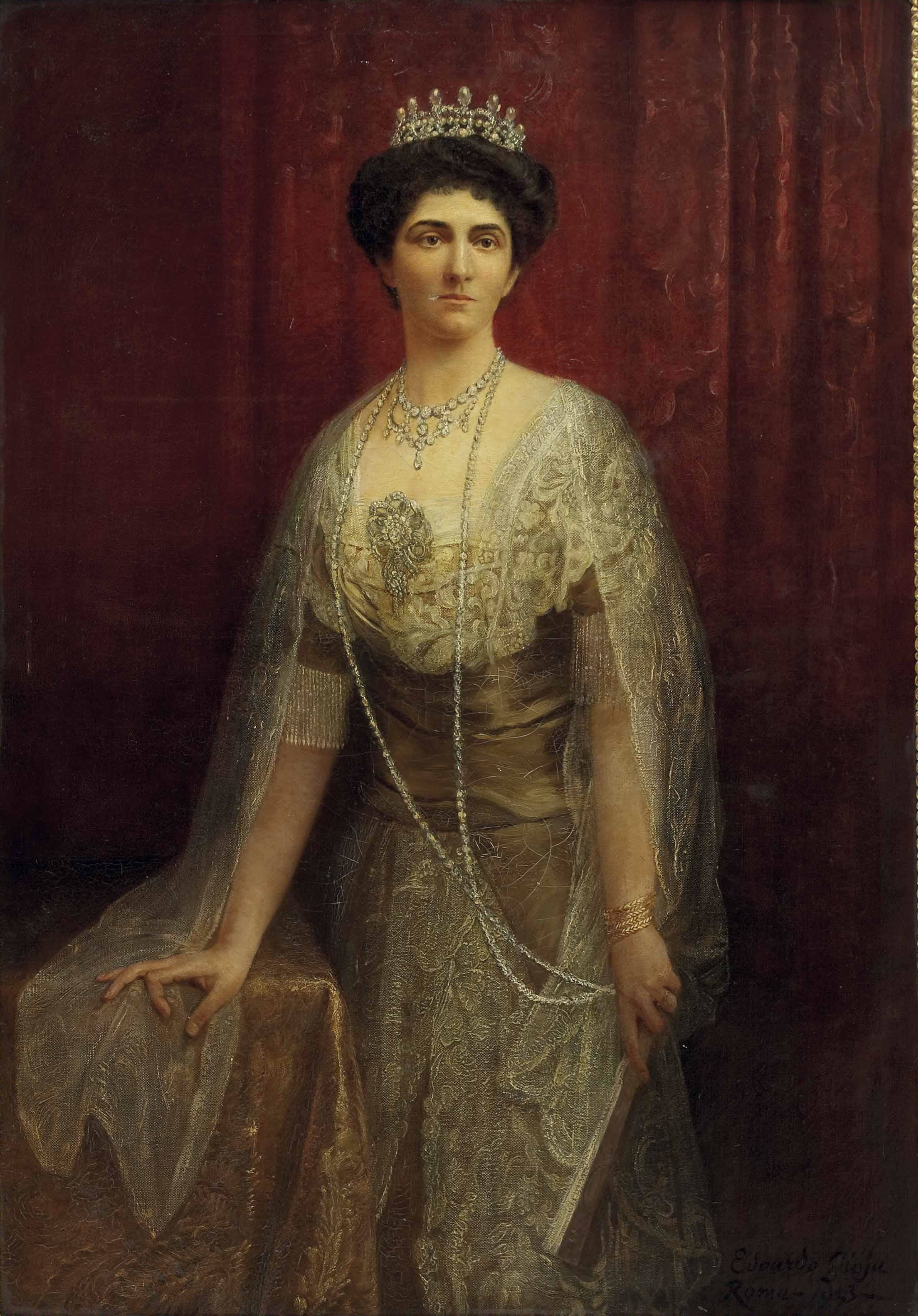
Elena von Montenegro (1873–1952)

- Elena von Serbien (1884–1962), Großfürstin aus dem Hause Romanow
- Elena von Spanien (* 1963), spanische Prinzessin; Herzogin von Lugo
- Elena, Daniel (* 1972), monegassischer Rallyebeifahrer
- Elena, Marcelino (* 1971), spanischer Fußballspieler
- Elena, Raymond (1931–2024), französischer Radrennfahrer
- Elenbaas, Willem (1906–1989), niederländischer Physiker
- Elend, Edmund (1881–1933), deutscher Kaufmann und Kaufhausbesitzer
- Elend, Gottfried Heinrich (1706–1771), deutscher Jurist, Hochschullehrer und hoher Regierungsbeamter
- Elend, Henriette Friederica (1741–1808), Gründerin des Kieler Klosters
- Elendé, Henri (1941–2022), kongolesischer Hochspringer
- Elendt, Anna (* 2001), deutsche SchwimmerinAnna Elendt (* 2001)
- Elendt, Mark, Mathematiker

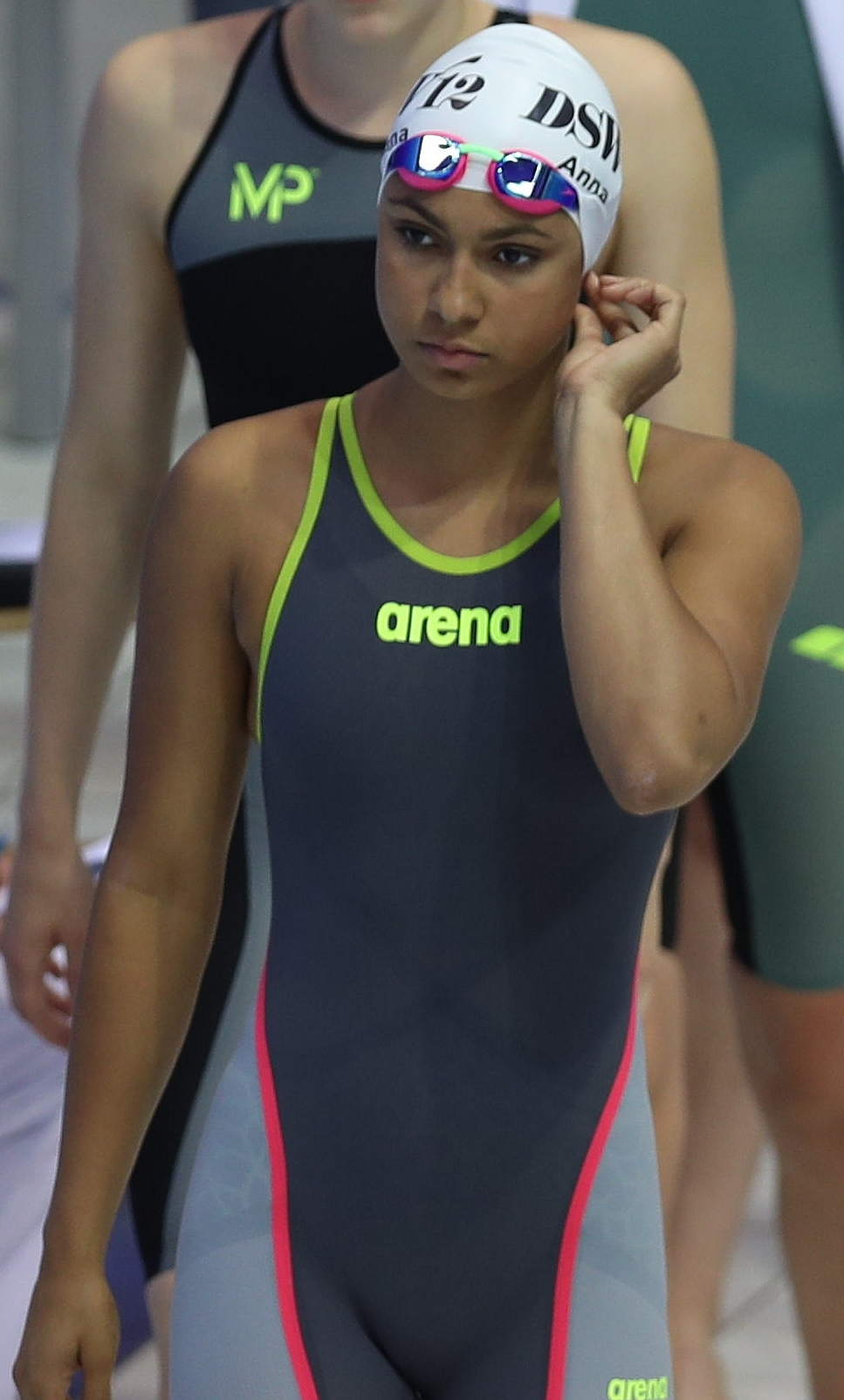
Anna Elendt (* 2001)

- Elenhans (1609–1677), deutscher aufständischer Bauer
- Eleniak, Erika (* 1969), US-amerikanische Schauspielerin und ehemaliges Playmate

### Eleo
- Eleonora Bernardina (1695–1768), durch Heirat Gräfin von Bentheim-Steinfurt
- Eleonora Gonzaga (1598–1655), jüngste Tochter von Vincenzo I. Gonzaga, Herzog von Mantua
- Eleonora Magdalena Gonzaga von Mantua-Nevers (1628–1686), dritte Ehefrau Kaiser Ferdinands III.
- Eleonora Sophia von Schleswig-Holstein-Sonderburg (1603–1675), Fürstin von Anhalt-Bernburg
- Eleonora von Toledo (1522–1562), Großherzogin der Toskana
- Eleonora von Toledo (1553–1576), Tochter von Garcia von Toledo und Nichte ihrer gleichnamigen Tante
- Eleonore (1425–1479), Königin von Navarra
- Eleonore Charlotte von Sachsen-Lauenburg (1646–1709), Herzogin von Schleswig-Holstein-Sonderburg
- Eleonore Charlotte von Württemberg-Mömpelgard (1656–1743), Prinzessin von Württemberg-Mömpelgard, durch Heirat Herzogin von Württemberg-Oels
- Eleonore Dorothea von Anhalt-Dessau (1602–1664), Herzogin von Sachsen-Weimar
- Eleonore Helena von Portugal (1436–1467), Frau von Friedrich III. und Kaiserin des Heiligen Römischen Reiches
- Eleonore Juliane von Brandenburg-Ansbach (1663–1724), Herzogin von Württemberg
- Eleonore Katharine von Pfalz-Zweibrücken-Kleeburg (1626–1692), Landgräfin von Hessen-Eschwege
- Eleonore Magdalene von Pfalz-Neuburg (1655–1720), Pfalzgräfin von Neuburg, durch Heirat Kaiserin des Heiligen römischen ReichesEleonore Magdalene von Pfalz-Neuburg (1655–1720)

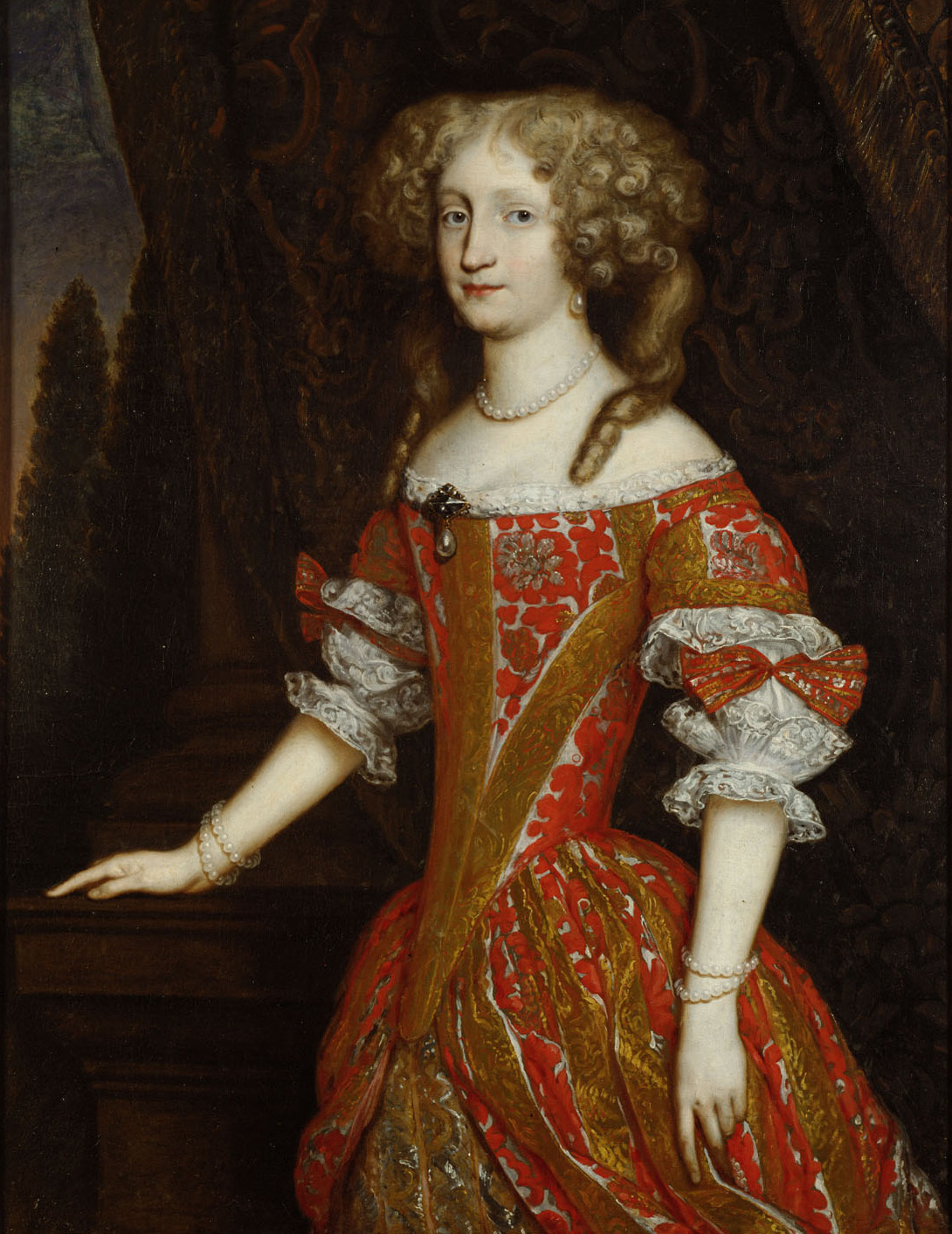
Eleonore Magdalene von Pfalz-Neuburg (1655–1720)

- Eleonore Margarete von Hessen-Homburg (1679–1763), Dekanissin in Herford
- Eleonore Maria Anna von Löwenstein-Wertheim (1686–1753), Gräfin von Löwenstein-Wertheim und durch Heirat Landgräfin von Hessen-Rheinfels-Rotenburg
- Eleonore Marie von Anhalt-Bernburg (1600–1657), Herzogin von Mecklenburg-Güstrow
- Eleonore Reuß zu Köstritz (1860–1917), durch Heirat Zarin von Bulgarien
- Eleonore Sophie von Sachsen-Weimar (1660–1687), deutsche Adlige
- Eleonore Urraca von Kastilien (1374–1435), Ehefrau von Ferdinand I., dem Gerechten und Titularkönigin von Aragón, Sizilien und Sardinien
- Eleonore von Anhalt-Zerbst (1608–1681), Herzogin von Schleswig-Holstein-Sonderburg-Norburg
- Eleonore von Anjou (1289–1341), Königin von Sizilien
- Eleonore von Aquitanien († 1204), Königin von England und von FrankreichEleonore von Aquitanien († 1204)

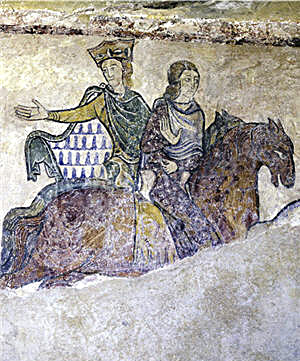
Eleonore von Aquitanien († 1204)

- Eleonore von Aragon (1333–1416), Regentin in Zypern
- Eleonore von Aragonien (1402–1445), Prinzessin von Aragonien (Aragón) und Königin von Portugal
- Eléonore von Belgien (* 2008), belgische Prinzessin
- Eleonore von Bretzenheim (1771–1832), Gräfin zu Leiningen-Guntersblum
- Eleonore von der Bretagne († 1241), englische Prinzessin
- Eleonore von der Provence († 1291), Königin von England
- Eleonore von England († 1298), englische Königstochter
- Eleonore von England (1318–1355), englische Prinzessin und durch Heirat Herzogin von Geldern
- Eleonore von Kastilien († 1244), kastilische Prinzessin, Königin von Aragón
- Eleonore von Kastilien (1241–1290), erste Ehefrau von Eduard I. von England
- Eleonore von Kastilien († 1359), Königin von Aragón
- Eleonore von Kastilien, Königin von Navarra
- Eleonore von Kastilien (1498–1558), Erzherzogin von Österreich, Prinzessin von Spanien, Königin von Portugal und Königin von FrankreichEleonore von Kastilien (1498–1558)

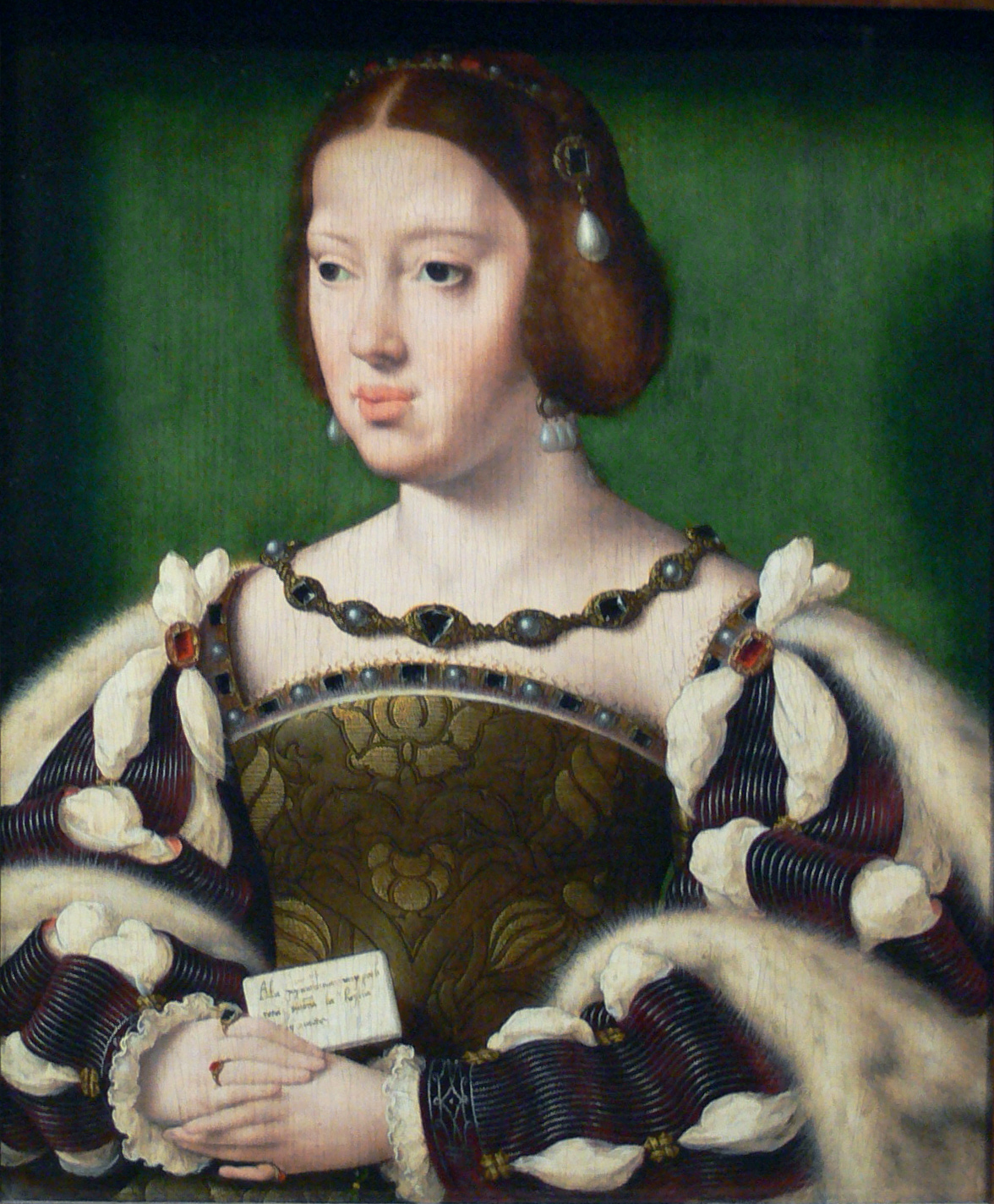
Eleonore von Kastilien (1498–1558)

- Eleonore von Normandie, Tochter von Herzog Richard II. von Normandie
- Eleonore von Österreich (1534–1594), Herzogin von Mantua
- Eleonore von Österreich (1582–1620), Erzherzogin von Österreich, Stiftsdame
- Eleonore von Österreich (1653–1697), Königin von Polen und Herzogin von Lothringen
- Eleonore von Portugal (1211–1231), portugiesische Infantin und Königin von Dänemark
- Eleonore von Portugal (1328–1348), Königin von Aragón
- Eleonore von Portugal (1458–1525), Königin von Portugal (als Ehegattin, nicht als Regentin von eigenem Recht)
- Eleonore von Preußen (1583–1607), Tochter des Herzogs Albrecht Friedrich von Preußen
- Eleonore von Sachsen-Eisenach (1662–1696), Prinzessin aus dem Hause Wettin, durch Heirat Markgräfin von Brandenburg-Ansbach und Kurfürstin von Sachsen
- Eleonore von Schottland († 1480), schottische Prinzessin und Übersetzerin
- Eleonore von Schwarzenberg (1682–1741), Mitglied des böhmischen Hauses LobkowitzEleonore von Schwarzenberg (1682–1741)

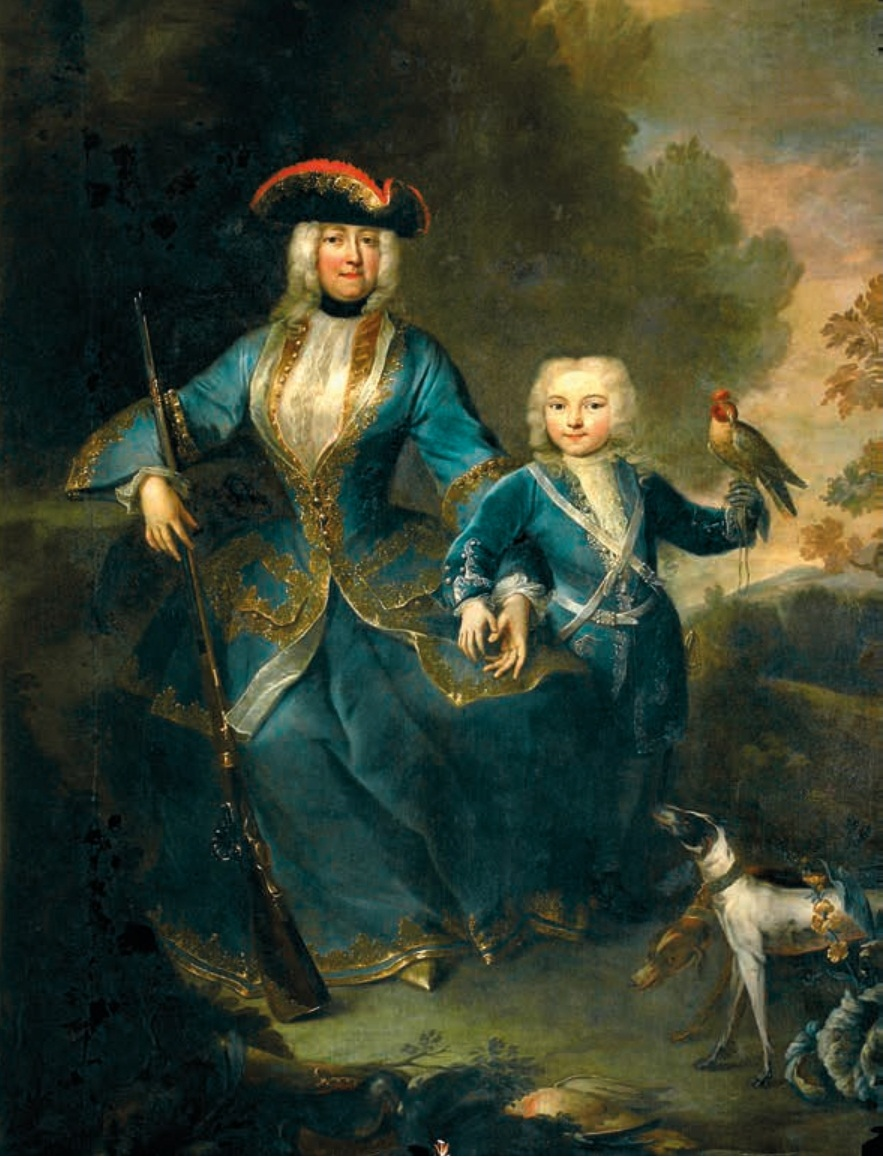
Eleonore von Schwarzenberg (1682–1741)

- Eleonore von Sizilien (1325–1375), Königin von Aragón (1349–1375)
- Eleonore von Vermandois († 1213), Gräfin von Beaumont und Saint-Quentin
- Eleonore von Württemberg (1552–1618), deutsche Fürstin
- Eleonore Wilhelmine von Anhalt-Köthen (1696–1726), Prinzessin von Anhalt-Köthen, durch Heirat nacheinander Prinzessin von Sachsen-Merseburg und Herzogin von Sachsen-Weimar

### Elep
- Elephant Man (* 1975), jamaikanischer Dancehall-Musiker
- Elephantis, antike griechische Autorin

### Eler
- Eler, André-Frédéric (1764–1821), französischer Komponist und Musikpädagoge
- Eler, Franz († 1590), deutscher Musikschriftsteller und Pädagoge
- Eler, Patrik (* 1991), slowenischer Fußballspieler
- Eleraky, Sami (* 1993), dänischer Basketballspieler
- Elerdt, Nikolaus (1586–1637), deutscher lutherischer Theologe und Liederdichter
- Elern, Adolf von (1791–1859), hannoverscher Generalmajor und Kommandant von Lüneburg
- Elern, Carl von (1841–1912), deutscher Rittergutsbesitzer, Landrat und Politiker, MdR
- Elern, Julius von (1824–1903), preußischer Generalmajor und Kommandant von Diedenhofen
- Elers, Albertus (1618–1680), deutscher evangelisch-lutherischer Pastor und Generalsuperintendent
- Elers, Johannes († 1737), deutscher evangelisch-lutherischer Pastor und Superintendent
- Elert, Emmi (1864–1927), deutsche Schriftstellerin
- Elert, Piotr, polnischer Komponist
- Elert, Werner (1885–1954), deutscher evangelischer Theologe
- Ēlerte, Sarmīte (* 1957), lettische Journalistin und Politikerin, Mitglied der Saeima

### Eles
- Éles, Benedek (* 1999), ungarischer Handballspieler
- Éles, József (* 1969), ungarischer Handballspieler und -trainer
- Eleskovic, Ervin (* 1987), schwedischer Tennisspieler
- Elespuru, Luís (* 2001), peruanischer Leichtathlet

### Eleu
- Eleuchadius († 112), Bischof von Ravenna, Heiliger
- Eleutherius († 136), Bischof von Byzanz
- Eleutherius († 620), oströmischer Patricius, Exarch von Ravenna (616–619) und Usurpator
- Eleutherius, Bischof von Illyricum, Märtyrer und Heiliger

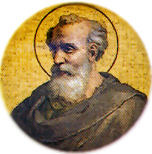
Eleutherus

- Eleutherus, Bischof von Jericho
- Eleutherus, Bischof von RomEleutherus

### Elev
- Eleveld, Justin (* 1992), niederländischer Tennisspieler

### Eley
- Eley, Bryan (* 1939), britischer Geher
- Eley, Charles (1902–1983), britischer Ruderer
- Eley, Dan (1914–2015), britischer Chemiker
- Eley, Geoff (* 1949), britischer Historiker für deutsche Geschichte
- Eley, Jon (* 1984), britischer Shorttracker
- Eley, Lothar (1931–2020), deutscher Philosoph, Logiker und Phänomenologe
- Eley, Mike (* 1960), britischer Kameramann und Dokumentarfilmer

### Elez
- Elez, Josip (* 1994), kroatischer Fußballspieler
- Elezaj, Endrina (* 1997), albanische Fußballspielerin
- Elezi Cannaferina, Alban (* 2003), französischer Skirennläufer
- Elezi, Iris (* 1976), albanische Künstlerin, Filmregisseurin, Drehbuchautorin und Hochschullehrerin
- Elezović, Jovica (* 1956), jugoslawisch-serbischer Handballspieler und -trainer
- Elezović, Uroš (* 1982), serbischer Handballspieler
- Elezra, Eli (* 1960), amerikanisch-israelischer Pokerspieler